# Zasłonak dzwonkowaty
Zasłonak dzwonkowaty (Cortinarius paxilloides (M.M. Moser) M.M. Moser) – gatunek grzybów należący do rodziny zasłonakowatych (Cortinariaceae).

## Systematyka i nazewnictwo
Pozycja w klasyfikacji według Index Fungorum: Cortinarius, Cortinariaceae, Agaricales, Agaricomycetidae, Agaricomycetes, Agaricomycotina, Basidiomycota, Fungi.
Po raz pierwszy opisał go w 1960 r. Meinhard Michael Moser, nadając mu nazwę Phlegmacium paxilloides. Ten sam autor w 1967 r. przeniósł go do rodzaju Cortinarius. Polską nazwę podał Andrzej Nespiak w 1975 r.

## Występowanie i siedlisko
Podano stanowiska tylko w niektórych krajach Europy. W Polsce jego stanowiska podali Andrzej Nespiak w 1975 r. w Górach Świętokrzyskich i Łuszczyński w 2008 r.
Naziemny grzyb mykoryzowy występujący w lasach pod bukami i świerkami.